# Albert Armitage

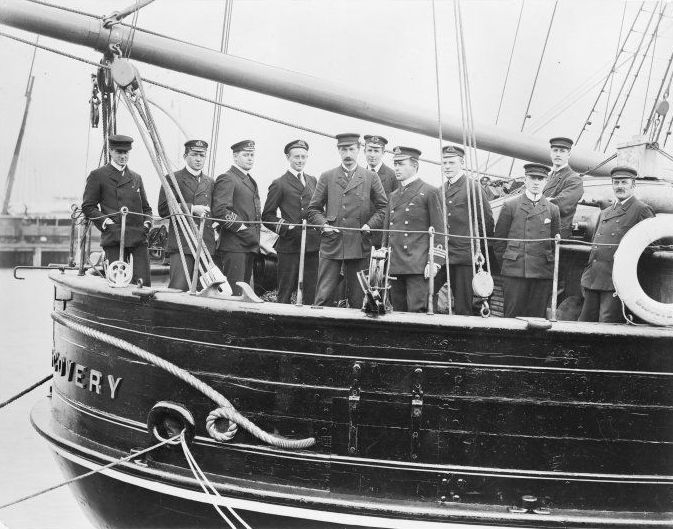
Albert Armitage é o terceiro a contar da esquerda.

Albert Borlase Armitage (Balquhidder, Perthshire, 2 de Julho de 1864 - 31 de Outubro de 1943) foi um explorador polar escocês e capitão na Marinha Real Britânica.
Entre 1884 e 1897, fez parte da Expedição Jackson–Harmsworth à Terra de Francisco José, como segundo-comandante, e esteve envolvido no resgate de 1895 do explorador Fridtjof Nansen e seus homens.
Na Expedição Discovery à Antárctida, liderada por Robert Falcon Scott, Armitage foi o seu velejador e segundo-no-comando. Nesta expedição, tornou-se a primeira pessoa a andar no planalto polar.
Como membro da Expedição Discovery, foi responsável da exploração das montanhas de Terra de Vitória, a oeste do estreito de McMurdo. Liderou viagens de trenó ao glaciar Ferrar, a uma altitude de 2750 m, estabelecendo a rota de Scott iria percorrer para alcançar o planalto polar na viagem ao Polo Sul. O Cabo Armitage recebeu o seu nome.